# Campagna dello stretto della Sonda del gennaio del 1794
La campagna dello stretto della Sonda del gennaio del 1794 fu una serie di manovre e azioni navali combattute tra navi da guerra e navi piratesche della Repubblica Francese ed uno squadrone di vascelli inviato dagli inglesi della Compagnia britannica delle Indie Orientali per proteggere il commercio nella regione, poi sostenute anche da navi olandesi. La campagna si sviluppò in quanto dalla base francese all'Île de France nell'Oceano Indiano si portavano dei pirati per danneggiare il commercio inglese ed espandere così le Guerre rivoluzionarie francesi dal 1 febbraio 1793. I corsari francesi si spinsero ben presto fino all'estremità est, concentrandosi presso lo stretto della Sonda tra le isole di Giava e Sumatra nelle Indie Orientali olandesi. Queste navi vennero ben presto raggiunte da una serie di fregate della marina francese ed iniziarono a infliggere insieme pesanti colpi al commercio della regione. Le forze della Royal Navy nell'Oceano Indiano erano impiegate altrove e pertanto la Compagnia britannica delle Indie Orientali che manteneva una propria flotta, organizzò uno squadrone per scacciare i razziatori.
L'arrivo delle forze britanniche in loco avvenne il 2 gennaio 1794 e segnò inizialmente dei successi in quanto lo squadrone riuscì a catturare due grandi vascelli e diversi navi pirata bene armate il 22 gennaio, poco dopo la sconfitta dei vascelli francesi alla stazione commerciale britannica di Bencoolen. Il 24 gennaio l'azione contro uno squadrone presso lo stesso stretto si concluse però senza una vittoria chiara e gli squadroni si divisero, mentre gli inglesi ricevettero per rinforzo la nave Amazone dagli olandesi. I francesi si portarono quindi a sud dello stretto ed attaccarono nuovamente Bencoolen il 9 febbraio, catturando una nave nel porto prima di tornare verso l'Île de France con la loro preda.

## Antefatto
Il 1 febbraio 1793, la Repubblica Olandese dichiarò guerra al Regno di Gran Bretagna ed alla Repubblica Olandese, estendendo così le già esistenti Guerre rivoluzionarie francesi. Ci vollero diversi mesi perché la notizia raggiungesse l'India britannica, ed il messaggio giunse a Calcutta dal console George Baldwin di Alessandria l'11 giugno. Il comandante della Royal Navy nella regione, il commodoro William Cornwallis, immediatamente iniziò col richiedere la resa degli avamposti commerciali francesi in India. La maggior parte di questi capitolò nel giro di pochi giorni, ma il porto principale di Pondicherry si rifiutò e venne pertanto assediato dal 1 agosto. L'assedio perdurò per un mese dopo il quale il comandante francese fu costretto alla capitolazione sotto i bombardamenti degli inglesi via mare e via terra. Con la presenza francese eliminata in India, a Cornwallis venne ordinato di ritornare in Europa, lasciando forze minime nell'Oceano Indiano.
L'Oceano Indiano costituiva una parte vitale del commercio dell'Impero britannico. L'India era controllata dalla Compagnia britannica delle Indie Orientali, un'organizzazione commerciale che manteneva un proprio esercito, una propria marina nelle acque indiane e una notevole flotta mercantile. I vascelli della compagnia potevano trasportare ciascuno tra le 400 e le 1500 tonnellate, 30 cannoni a bordo ed erano capaci in certe condizioni di combattere anche delle navi da guerra, preferendo comunque lavorare in gruppo. Queste navi salpavano annualmente sulla rotta verso la Cina, le Indie Orientali o l'India portando beni di commercio come spezie, te o seta in Gran Bretagna. Questi veni venivano venduti in patria e poi le navi venivano ricaricate con equipaggiamento militare e truppe per il viaggio di ritorno nell'Oceano Indiano.
Uno dei punti vitali per questo commercio era certamente lo Stretto della Sonda tra le isole di Sumatra e Giava nelle Indie Orientali olandesi, attraverso il quale passava la maggior parte del commercio diretto verso la Cina e le Indie Orientali. Le navi francesi, sia da guerra che piratesche, operavano lungo queste rotte dalla loro base sull'isolata Île de France e da subito si resero conto dell'importanza strategica dello Stretto della Sonda. Quando la notizia giunse all'Île de France le navi francesi si portarono subito nell'Oceano Indiano alla ricerca dei mercantili inglesi ed olandesi.
Il 27 settembre 1793 i corsari francesi ottennero la loro prima vittoria contro la Princess Royal al comando del capitano James Horncastle, al largo di Punta Anjier (o Anjere o Anger) presso lo Stretto della Sonda. Per quanto Horncastle avesse cercato di resistere, venne costretto poco dopo ad ammainare la bandiera.

## L'impiego della Compagnia britannica delle Indie Orientali
Con la Royal Navy incapace di fornire forze adeguate a proteggere il commercio delle Indie Orientali, le autorità della Compagnia britannica delle Indie Orientali decise di formare uno squadrone di navi proprie per salvaguardare la regione. Due East Indiamen, la William Pitt e la Britannia, e la nave locale Nonsuch vennero dirottate dalle loro rotte regolari di servizio e, accompagnate dal bricco Nautilus (o forse Viper) si posero tutte sotto il comando del commodoro Charles Mitchell, capitano della William Pitt. Il 2 gennaio 1794 queste forze passarono Singapore ed entrarono nello Stretto di Malacca, salpando ad est alla ricerca dei pirati francesi. Quando lo squadrone si portò presso la costa settentrionale di Sumatra, due navi corsare francesi attaccarono l'avamposto commerciale inglese di Bencoolen sulla costa sud. Le navi pirata erano la Vengeur (30 cannoni) al comando del capitano Corosin e la Résolue (26 cannoni) al comando del capitano Jallineaux, ed il 17 gennaio si avvicinarono all'imbocco dell'Isola dei Ratti presso Bencoolen dove la nave inglese Pigot aveva posto l'ancora. La Pigot, al comando del capitano George Ballantyne, aveva a bordo un equipaggio di 102 uomini, ma era completamente impreparata a combattere. Alle 08:15 la Vengeur aprì il fuoco mantenendo battaglia per un'ora e tre quarti prima di decidere che la Résolu avrebbe proseguito il combattimento. Ballantyne difese il suo vascello in maniera intelligente, posizionando la Pigot di modo che i francesi avessero un solo punto di attacco. Questo permise a lui di occuparsi di ogni nave nemica singolarmente ed i nemici si ritirarono infatti alle 10:20 con pesanti danni. La Pigot ebbe un uomo morto a bordo e sufficienti danni da richiedere diverse settimane per le riparazioni. Dopo le riparazioni, Corosin abbandonò Bencoolen e si ritirò verso lo Stretto della Sonda alla ricerca di bersagli più deboli da attaccare.
Il 22 gennaio, lo squadrone di Mitchell, rafforzato dall'East Indiaman Houghton, fermò un mercantile per un'ispezione ed in quel momento vide altre due navi presso Shown Rock nelle Isole Zuften. Sospettoso circa l'identità dei nuovi arrivati, Mitchell inviò la Britannia e la Nonsuch per controllare. Le navi vennero indicate come le francesi Vengeur e Résolu. I vascelli inglesi si misero ad inseguire le navi nemiche ed i francesi aprirono il fuoco. Il capitano Thomas Cheap della Britannia battagliò con la Vengeur mentre il capitano John Canning della Nonsuch attaccò la Résolu alle 10:45, col supporto poco dopo della William Pitt e della Houghton. Il numero e la potenza dello squadrone inglese convinse ben presto Corosin e Jallineaux che un'ulteriore resistenza sarebbe risultata inutile e dopo 45 minuti di combattimenti entrambi si arresero. Corosin morì poco dopo la battaglia dopo aver perso una gambe, come pure morirono altri 11 marinai della sua ciurma e 25 furono i feriti, mentre le perdite inglesi furono di un sol uomo e due feriti a bordo della Britannia. Secondo i resoconti francesi la Résolu ebbe numerose perdite.

## La battaglia dello Stretto della Sonda
La mattina del 24 gennaio, gran parte dello squadrone di Mitchell pose l'ancora al largo dell'isola di Pulau Panjang nella Baia di Bantam a nordovest di Giava, con la Nonsuch e le navi catturate nel precedente scontro rimaste alle Isole Zuften a circa 15 miglia nautiche di distanza. Alle 06:00, vennero avvistate delle navi nella parte nord dello Stretto della Sonda che passarono la piccola isola di Dwars in de Weg dove vennero rapidamente identificate come tre fregate e un bricco. Queste erano a tutti gli effetti parte di uno squadrone francese proveniente dall'Île de France, composto dalle fregate Prudente e Cybèle, dal bricco Vulcain e dalla nave catturata in precedenza agli inglesi, la Princess Royal, rinominata ora Duguay-Trouin, tutte al comando del capitano Jean-Marie Renaud. Vennero fatti dei tentativi di comunicare coi vascelli, ma alle 13:00 non avendo ancora avuto risposta era ormai ovvio che si trattasse di navi nemiche.
Nella notte pesanti piogge ridussero la visibilità ed impedirono movimenti certi da ambo le parti, ma il 25 gennaio lo squadrone francese aveva ormai doppiato Punta St. Nicholas a nordovest di Giava e cercava di sfuggire alle navi di Canning che la inseguivano, alle quali si era unita la Houghton. Alle 06:30 la Houghton, la Nonsuch e la Vengeur si unirono al resto delle forze di Mitchell e due ore più tardi le navi di Renaud si scontrarono con quelle inglesi. Per un'ora i due squadroni continuarono uno scambio di colpi a lungo raggio prima che Mitchell rivolgesse la William Pitt, la Houghton e la Nonsuch verso i francesi alle 09:30, colpendo la Cybèle con bordate distruttive. Gli spari continuarono per altri 18 minuti sino a quando Renaud non decise di ritirarsi, ancorando al largo della baia di Pulau. Mitchell temendo che le sue navi però non fossero in grado di proseguire lo scontro decise anch'egli di ritirarsi. Le perdite dello squadrone francesi rimasero sconosciute, mentre le uniche perdite inglesi furono a bordo della Nonsuch, che ebbe un morto nel combattimento con la Cybèle.

## Operazioni finali
Con la necessità di rinforzi e rifornimenti, Mitchell portò il suo squadrone a Batavia e qui venne raggiunto dalla fregata olandese Amazone (36 cannoni) al comando del capitano Kerwal, e da un mercantile armato. Le navi di Mitchell quindi si portarono verso lo Stretto della Sonda per altre due settimane senza scoprire alcun vascello nemico, prima di concludere l'operazione l'8 febbraio e tornare verso l'Oceano Indiano attraverso Bencoolen. Cheap morì di malattia a giugno, ma Mitchell riuscì a tornare in Gran Bretagna nel 1796 ed ottenne il cavalierato da re Giorgio III, oltre ad ottenere una ricompensa di 8000 sterline come ricompensa per la buona conduzione delle operazioni presso lo stretto. Gli olandesi invece mantennero attive le loro navi presso Sourabaya dove due corvette francesi stavano ancora compiendo razzie. Entrambe le navi vennero catturate senza combattere e rinviate in francia con a bordo dei prigionieri che vennero restituiti.
Lo squadrone francese al comando di Renaud utilizzò il ritiro delle forze di Mitchell per ritirarsi anch'egli verso l'Oceano Indiano, raggiungendo l'avamposto inglese di Bencoolen il 9 febbraio. Qui la Pigot, che aveva bisogno di riparazioni imminenti, venne colta di sorpresa e catturata. Renaud richiese dunque la resa del piccolo Forte Marlborough presso la baia, ma venne informato che il forte era ben armato e che era imminente l'arrivo dello squadrone comandato da Mitchell. Non essendo intenzionato a riprendere battaglia con Mitchell, Renaud si ritirò immediatamente senza assaltare il forte come si era proposto. Lo squadrone francese successivamente si diresse verso l'Île de France dove, nell'Azione del 22 ottobre 1794, riuscì a battere due navi da guerra inglesi che bloccavano il porto dell'isola.
Lo Stretto della Sonda e le acque circostanti rimasero un importante luogo strategico per tutta la durata della guerra, per quanto la successiva organizzazione dei convogli delle Indie ed il ritorno della presenza delle navi della Royal Navy nella regione limitarono le azioni dei corsari francesi che apparivano ora più scoraggiati nelle loro azioni.

## Ordini di battaglia

### Compagnia britannica delle Indie Orientali
| Nave                              | Tipologia                        | Comandante                       | Note                                                                   |                                  |                                  |                                  |                                  |                                  |                                  |                                  |
| Squadrone del commodoro Mitchell  | Squadrone del commodoro Mitchell | Squadrone del commodoro Mitchell | Squadrone del commodoro Mitchell                                       | Squadrone del commodoro Mitchell | Squadrone del commodoro Mitchell | Squadrone del commodoro Mitchell | Squadrone del commodoro Mitchell | Squadrone del commodoro Mitchell | Squadrone del commodoro Mitchell | Squadrone del commodoro Mitchell |
| --------------------------------- | -------------------------------- | -------------------------------- | ---------------------------------------------------------------------- | -------------------------------- | -------------------------------- | -------------------------------- | -------------------------------- | -------------------------------- | -------------------------------- | -------------------------------- |
| William Pitt                      | East Indiaman                    | Commodoro Charles Mitchell       | Ammiraglia dello squadrone. Coinvolta nei combattimenti del 25 gennaio |                                  |                                  |                                  |                                  |                                  |                                  |                                  |
| Britannia                         | East Indiaman                    | Capitano Thomas Cheap            | Coinvolta nei combattimenti del 22 e del 25 gennaio, un uomo ucciso    |                                  |                                  |                                  |                                  |                                  |                                  |                                  |
| Nonsuch                           | East Indiaman                    | Capitano John Canning            | Coinvolta nei combattimenti del 22 e del 25 gennaio, un uomo ucciso    |                                  |                                  |                                  |                                  |                                  |                                  |                                  |
| Houghton                          | East Indiaman                    | Capitano Hudson                  | Coinvolta nei combattimenti del 25 gennaio                             |                                  |                                  |                                  |                                  |                                  |                                  |                                  |
| Nautilus                          | Brig                             | Capitano Roper                   |                                                                        |                                  |                                  |                                  |                                  |                                  |                                  |                                  |
| Vengeur                           | Corvette                         |                                  | Catturata il 22 gennaio, coinvolta nei combattimenti del 25 gennaio    |                                  |                                  |                                  |                                  |                                  |                                  |                                  |
| Resolu                            | Corvette                         |                                  | Catturata il 22 gennaio, coinvolta nei combattimenti del 25 gennaio    |                                  |                                  |                                  |                                  |                                  |                                  |                                  |
| Navi indipendenti                 |                                  |                                  |                                                                        |                                  |                                  |                                  |                                  |                                  |                                  |                                  |
| Pigot                             | East Indiaman                    | Capitano George Ballantyne       | Coinvolta nei combattimenti del 17 gennaio, catturata il 9 febbraio    |                                  |                                  |                                  |                                  |                                  |                                  |                                  |
| Fonte: James, Vol. 1, pp. 196–197 |                                  |                                  |                                                                        |                                  |                                  |                                  |                                  |                                  |                                  |                                  |

### Marina francese e corsari
| Nave                              | Tipologia                      | Comandante                          | Note                                                                          |                                |                                |                                |                                |                                |                                |                                |
| Squadrone del capitano Corosin    | Squadrone del capitano Corosin | Squadrone del capitano Corosin      | Squadrone del capitano Corosin                                                | Squadrone del capitano Corosin | Squadrone del capitano Corosin | Squadrone del capitano Corosin | Squadrone del capitano Corosin | Squadrone del capitano Corosin | Squadrone del capitano Corosin | Squadrone del capitano Corosin |
| --------------------------------- | ------------------------------ | ----------------------------------- | ----------------------------------------------------------------------------- | ------------------------------ | ------------------------------ | ------------------------------ | ------------------------------ | ------------------------------ | ------------------------------ | ------------------------------ |
| Vengeur                           | fregata corsara di 30 cannoni  | Capitano Corosin (ucciso in azione) | Coinvolta nei combattimenti del 17 gennaio, catturata il 22 gennaio           |                                |                                |                                |                                |                                |                                |                                |
| Résolu                            | corvetta corsara di 26 cannoni | Capitano Jallineaux                 | Coinvolta nei combattimenti del 17 gennaio, catturata il 22 gennaio           |                                |                                |                                |                                |                                |                                |                                |
| Captain Renaud's squadron         |                                |                                     |                                                                               |                                |                                |                                |                                |                                |                                |                                |
| Prudente                          | fregata di 36 cannoni          | Capitano Jean-Marie Renaud          | Coinvolta nei combattimenti del 25 gennaio e del 9 febbraio                   |                                |                                |                                |                                |                                |                                |                                |
| Cybèle                            | fregata di 40 cannoni          |                                     | Coinvolta nei combattimenti del 25 gennaio e del 9 febbraio                   |                                |                                |                                |                                |                                |                                |                                |
| Vulcain                           | bricco di 14 cannoni           |                                     | Coinvolta nei combattimenti del 25 gennaio e del 9 febbraio                   |                                |                                |                                |                                |                                |                                |                                |
| Duguay Trouin                     | fregata da 30 cannoni          |                                     | Ex East Indiaman. Coinvolta nei combattimenti del 25 gennaio e del 9 febbraio |                                |                                |                                |                                |                                |                                |                                |
| Fonti: James, Vol. 1, pp. 197–198 |                                |                                     |                                                                               |                                |                                |                                |                                |                                |                                |                                |